# Pegomya haemorrhoum
Pegomya haemorrhoum este o specie de muște din genul Pegomya, familia Anthomyiidae. A fost descrisă pentru prima dată de Zetterstedt în anul 1838. Conform Catalogue of Life specia Pegomya haemorrhoum nu are subspecii cunoscute.